# Haidar
Haidar (arabisch حيدر, DMG Ḥaidar) ist ein arabischer männlicher Vorname und Familienname mit der Bedeutung „Löwe“. Die türkische Form des Namens ist Haydar.

## Namensträger

### Vorname
- Scheich Haidar (1459/1460–1488), Oberhaupt der schiitischen Safawiyya
- Haidar Abdul-Razzaq (1982–2022), irakischer Fußballspieler
- Haidar Abu Bakr al-Attas (* 1939), jemenitischer Politiker
- Haidar Al-Shaïbani (* 1984), algerisch-kanadischer Fußballspieler
- Haidar Haidar (1936–2023), syrischer Schriftsteller und Essayist
- Muhammad Haidar Zammar (* 1961), deutsches mutmaßliches Al-Qaida-Mitglied

### Familienname
- Adnan Haidar (* 1989), libanesischer Fußballspieler
- Al-Amir Haidar (* 1986), irakischer Fußballspieler
- Ali Haidar (Dichter) (1690–1785), pakistanischer Sufi-Dichter
- Ali Haidar (General) (1932–2022), syrischer Offizier
- Ali Haidar (Politiker) (* 1962), syrischer Politiker
- Ali Haidar (Schauspieler), Schauspieler
- Aminatou Haidar (* 1966), marokkanische Menschenrechtsaktivistin
- Haidar Haidar (1936–2023), syrischer Schriftsteller und Essayist
- Mohamad Haidar (* 1989), libanesischer Fußballspieler
- Ossama Haidar (* 1980), libanesischer Fußballspieler

## Sonstiges
- Burdsch Haidar, frühbyzantinische Siedlung im Nordwesten von Syrien
- Haidar (Tulcea), Dorf in Rumänien